# Dicentrarchus labrax
Dicentrarchus labrax é uma espécie de peixe da família Moronidae de tons acinzentados. Vulgarmente conhecido em Portugal por robalo, robalo-legítimo e robalete, é muito apreciado na culinária portuguesa e de outros países europeus. O seu habitat inclui estuários, lagoas, águas costeiras e rios e estende-se a todas as águas em torno da Europa, nomeadamente: a região oriental do Oceano Atlântico, desde a Noruega ao Senegal, o Mediterrâneo e o Mar Negro.

## Biologia
O robalo é espécie comum em todo o Mediterrâneo, no mar Negro e no Atlântico Nordeste, da Noruega ao Senegal. Vive em águas costeiras, até uma profundidade de 100 m (normalmente no inverno), bem como em águas salobras de estuários e lagunas costeiras (no verão), podendo, ocasionalmente, ser encontrado em rios. Os juvenis são gregários, especialmente durante as migrações sazonais, formando cardumes. Os adultos são menos gregários. O robalo é um predador voraz, alimentando-se de crustáceos, moluscos e peixes. No Mediterrâneo, os robalos atingem a maturidade sexual aos três anos, no caso dos machos, e aos quatro anos, no caso das fêmeas; no Atlântico, a maturidade sexual é atingida aos quatro e aos sete anos, respetivamente.

## Cultura
O robalo, tal como a dourada (Sparus aurata), é desde há muito cultivado com métodos extensivos tradicionais, que permitem que os peixes selvagens entrem em lagunas, cuja entrada é em seguida fechada, prendendo-os no seu interior, como é o caso da vallicoltura, na Itália, e dos esteros, no sul da Espanha. Os robalos assim retidos alimentam-se de forma natural até serem capturados. Contudo, na década de 1960, começou-se a desenvolver, no  Mediterrâneo, métodos de criação intensivos baseados em complexas técnicas de produção de juvenis. No final da década de 1970, estas técnicas estavam bem desenvolvidas na maior parte dos países mediterrânicos.
O funcionamento de uma estação de produção de juvenis é muito técnico e requer pessoal altamente qualificado. Essas estações de produção  são frequentemente independentes
e vendem juvenis às explorações de engorda.
A reprodução do robalo é completamente controlada nas instalações. Os ovos fecundados são recolhidos à superfície do tanque de desova e colocados em bacias de incubação até
à sua eclosão. As larvas são então transferidas para tanques de alevinagem. Depois de terem absorvido o respetivo saco vitelino, as larvas recebem uma alimentação muito específica, baseada, numa primeira fase, em microalgas e zooplâncton e, posteriormente, à medida que vão crescendo, em artémia (um pequeno crustáceo). Esse alimento vivo é sempre produzido na própria estação de produção. Após um ou dois meses, as larvas são transferidas para a unidade de desmame, onde são habituadas a uma alimentação artificial. Em seguida, os alevinos são transferidos para a unidade de criação de juvenis, onde são alimentados com granulados durante dois meses, após o que
são transferidos para uma exploração de engorda. Na maior parte dos casos, a engorda é feita em jaulas flutuantes (existentes, por exemplo, no Mediterrâneo e nas ilhas Canárias).
Existem igualmente explorações que produzem robalos em tanques instalados em terra, geralmente utilizando um sistema de recirculação que permite controlar a temperatura da água.
Algumas explorações ainda utilizam métodos extensivos e semi-intensivos. O robalo de criação é geralmente capturado quando atinge um peso de 300 a 500 g, o que representa um período de vida de um a dois anos, consoante a temperatura da água.

## Pesca Desportiva
O robalo é considerado um peixe de valor desportivo muito elevado, sendo por vezes alcunhado de "Rei da Costa" portuguesa. Um predador hábil, de sentidos apurados, capaz de localizar as presas tanto visualmente como através movimentos e vibrações detectados pela linha lateral.
Pode ser capturado com várias técnicas, utilizando iscos vivos, iscos mortos ou iscos artificiais.
Foi legislado em alguns países europeus que a medida mínima de captura seja de 42cm de forma a preservar a espécie. Em Portugal a medida está fixa nos 36cm , medida esta que é totalmente desajustada da realidade, uma vez que o robalo apenas atinge a maturidade sexual aproximadamente aos 40cm.

## Produção e comércio
A aquicultura assegura uma parte muito substancial da produção de robalo, embora 10 % da produção mundial de robalo ainda provenham da pesca. A União Europeia é o maior produtor mundial de robalo, respondendo por 80 % da produção, seguida do Egito, o segundo maior produtor. No interior da UE, a Grécia é o principal produtor, seguida da Espanha. As exportações para países terceiros são muito pouco significativas, contrastando com o importante volume das importações, provenientes principalmente da Turquia. A Itália, a Grécia e os Países Baixos são os principais importadores de robalo da Turquia. No caso da Itália, essas importações respondem à procura local, contudo, a Grécia e os Países Baixos tendem a reexportar robalo para outros países da UE. Com efeito, o comércio de robalo entre países da UE é muito importante, sendo a Grécia o principal exportador, e a Itália o principal importador, seguida do Reino Unido, França, Espanha e Portugal.
Em 2011, Portugal produziu cerca de 460 toneladas, sendo a produção semi-intensiva em esteiros (antigas salinas) o principal método utilizado. As zonas de produção localizam-se nas Rias de Aveiro, Alvor, Formosa e nos estuários do Mondego e do Guadiana. Existe ainda uma empresa, localizada no porto de Sines, que utiliza o método de produção intensivo em estruturas flutuantes.